# 4" морское орудие Mk IX
102-мм (4-дюймовая) морская пушка BL Mk IX (англ. Breech Loading 4-inch gun Mark IX, Казённого затвора 4-дюймовое орудие девятой модели) — британское морское орудие среднего калибра, которое использовалось на линейных крейсерах типа «Ринаун», авианосцах типа «Корейджес» и корветах типа «Флауэр» в годы мировых войн.

## История

### Первая мировая война
Это орудие было создано на основе двух пушек — 4-дюймовой пушки Mk V типа QF, от которой был заимствован ствол, и 4-дюймового орудия Mk VIII типа BL, от которой был заимствован механизм затвора. Впервые оно появилось на бортах крейсеров типа «Ринаун» и авианосцев типа «Корейджес». По три таких орудия ставились в каждой малой орудийной башне — как вторичное вооружение.
Впрочем, британские военные не были довольны подобными орудиями и говорили, что такие орудия довольно неповоротливы, а для их обслуживания необходим экипаж как минимум из 23 человек. В итоге орудия переставили на малые корабли в качестве основного вооружения.

### Вторая мировая война
В годы Второй мировой войны орудия использовались на малых кораблях, таких, как корветы типа «Флауэр», минные заградители и тральщики, что позволяло кораблям успешно вести бои с подводными лодками противника. Подобное орудие оказалось последним 4-дюймовым орудием из серии BL (Breech Loading, ‘’Казённый затвор’’): впоследствии на британских кораблях ставились орудия типа QF (Quick Fire, ‘‘Скорострельные’’).